# Pauline Ulrich

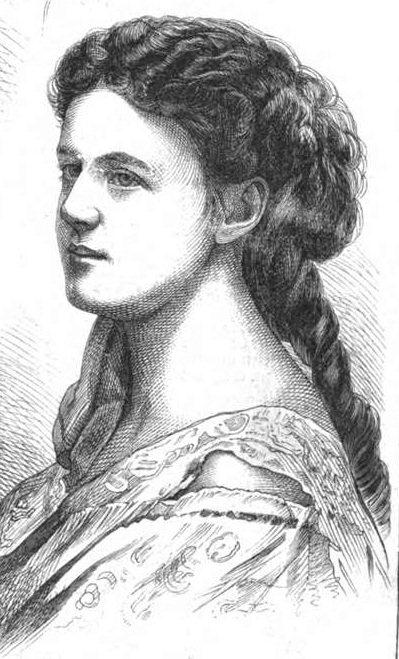
Pauline Ulrich, 1870. Grafik von Adolf Neumann.

Pauline Ulrich (* 19. Dezember 1835 in Berlin; † 25. Mai 1916 in Dresden) war eine deutsche Hofschauspielerin am Dresdner Hoftheater.

## Leben

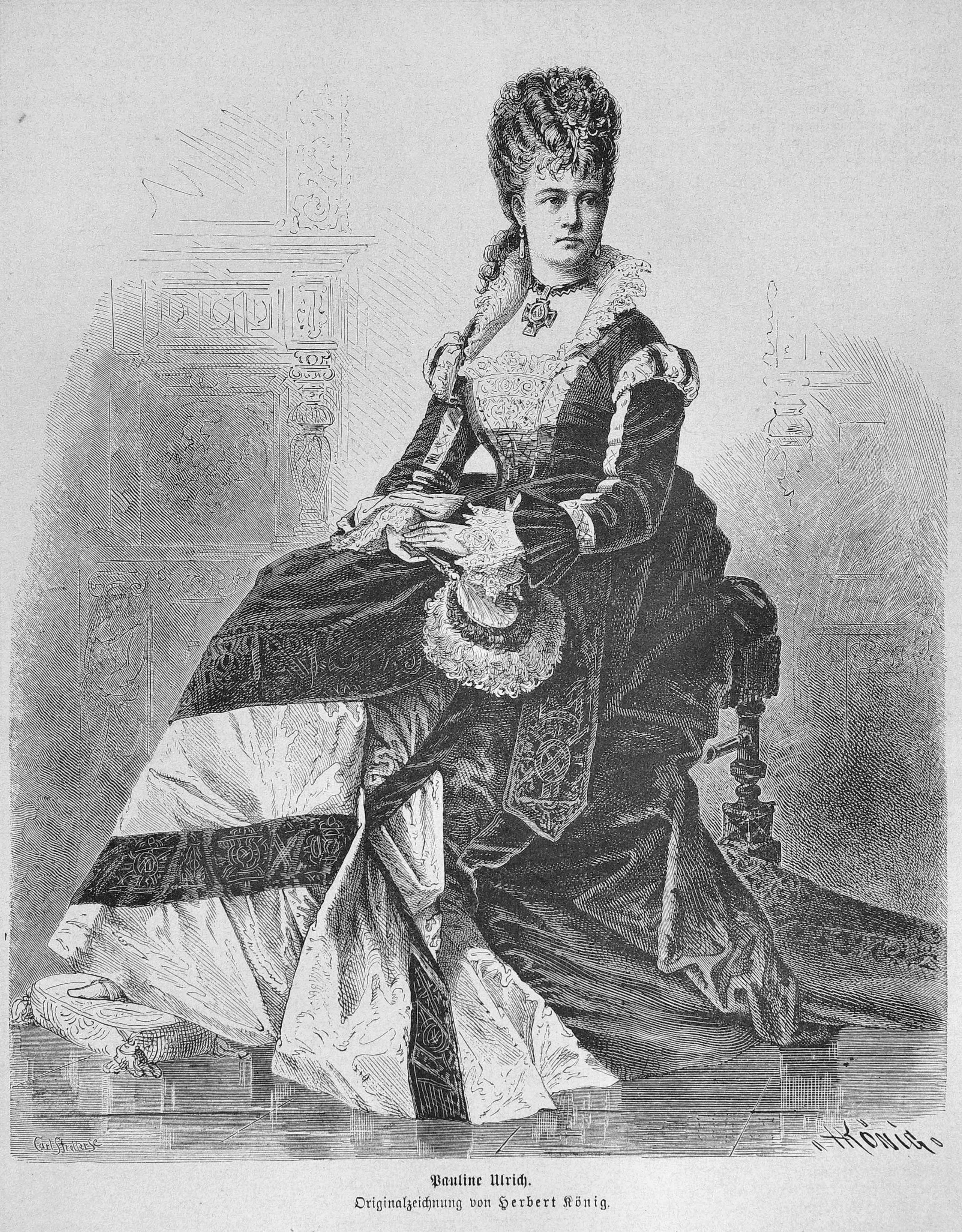
Pauline Ulrich, von Herbert König, in Die Gartenlaube 1875

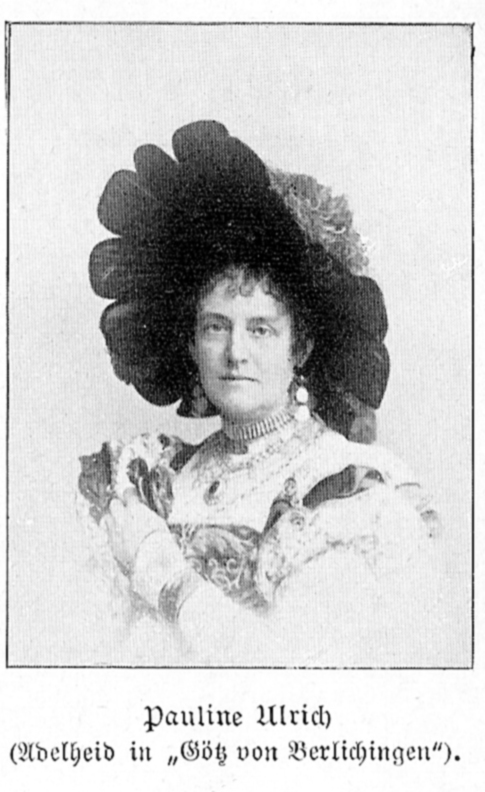
Pauline Ulrich

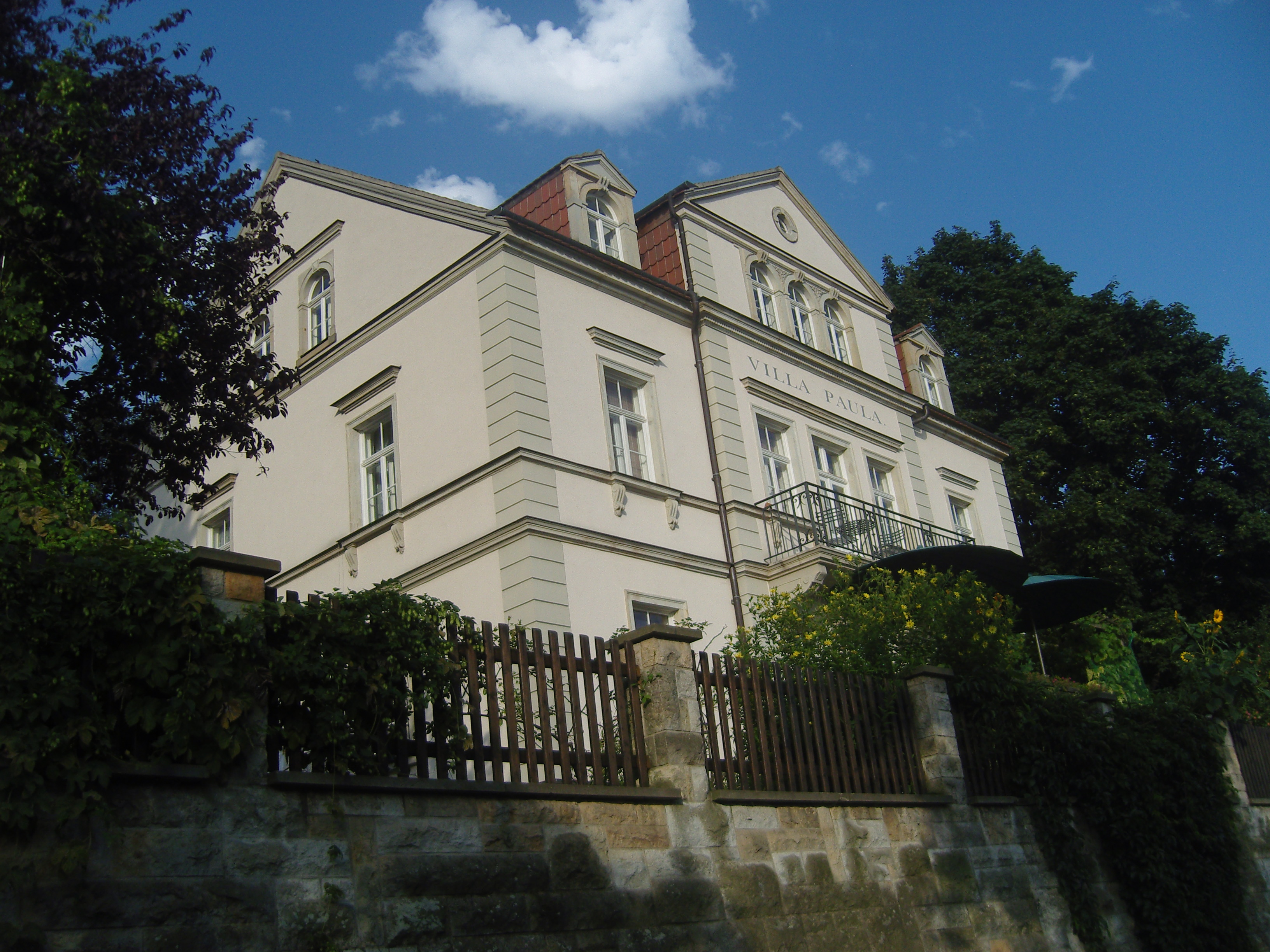
Wohnhaus am Körnerweg 12 in Dresden-Loschwitz

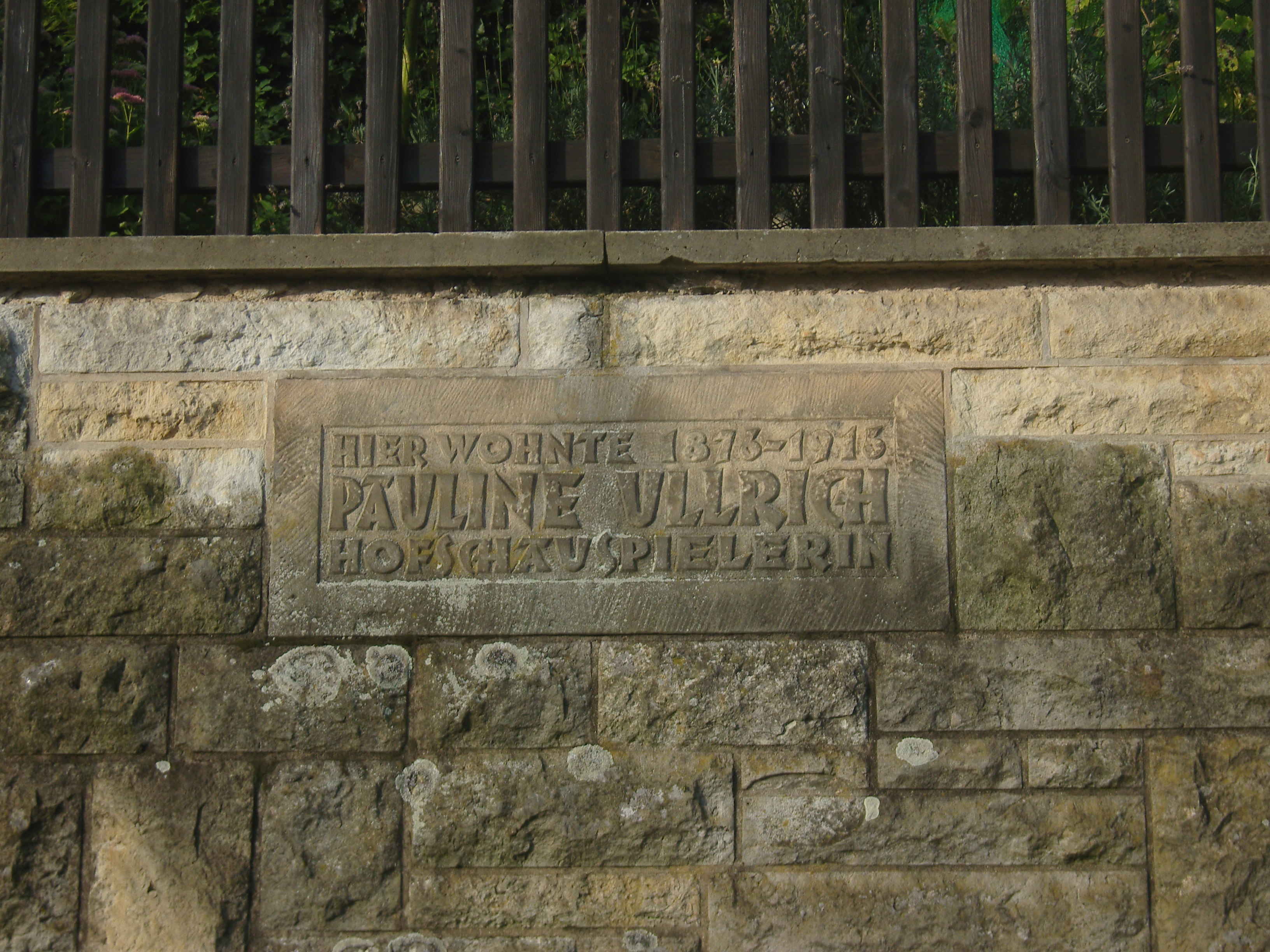
Gedenktafel vor dem Wohnhaus zum Körnerweg hin

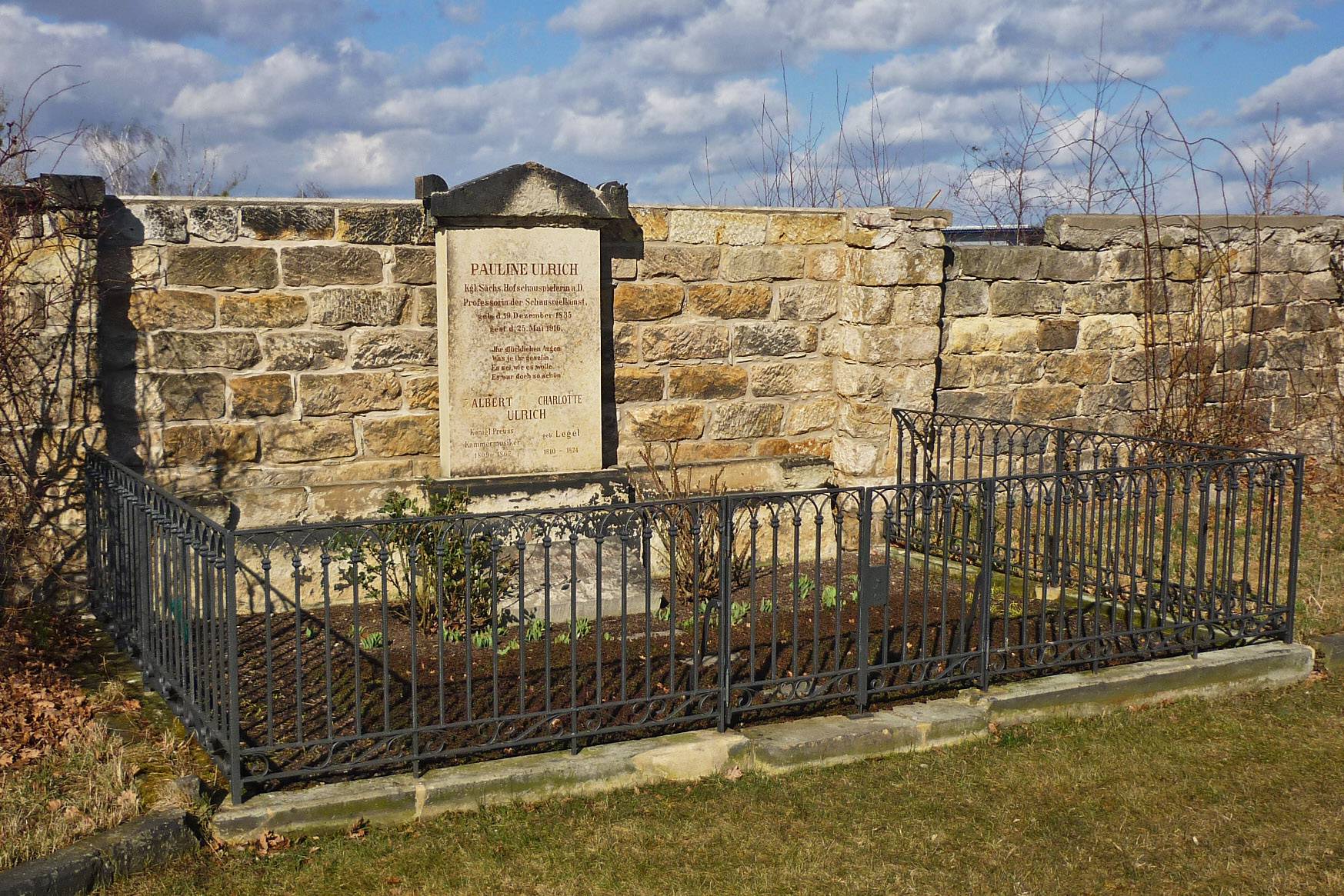
Grabstätte von Pauline Ulrich auf dem Alten Annenfriedhof in Dresden

Ulrich war eine Tochter des königl. preuß. Kammermusikers Albert Ulrich am Berliner Hoftheater. Ihren ersten musikalischen Unterricht bekam sie durch ihren Vater, der schon früh ihr schauspielerisches Talent erkannte. Durch seine Vermittlung wurde sie Schülerin der Schauspielerin Auguste Crelinger und konnte bereits nach kurzer Zeit an den Berliner Liebhabertheatern „Konkordia“ und „Urania“ debütieren. Dort lernte sie der Generalintendant Botho von Hülsen kennen und engagierte sie 1854 als Volontärin an der königlichen Hofbühne.
1856 wechselte Ulrich ans Stadttheater nach Stettin und bereits nach fünf Monaten ging sie ans Hoftheater nach Hannover. Dort war sie dann auch erstmals in einer Hauptrolle zu sehen; mit überragendem Erfolg, da sie mit der Zeit eine ernstzunehmende Konkurrentin ihrer Kollegin Marie Seebach wurde. Die Schauspielerin Minona Frieb-Blumauer überredete sie 1858/59 zu einem Gastspiel ans Hoftheater Dresden. Dort war sie dann am 20. Mai erfolgreich als „Donna Diana“ zu sehen. Von Anfang an arbeitete Ulrich mit ihrem Kollegen Bogumil Dawison zusammen, was Publikum wie Theaterkritiker begeisterte. Trotzdem nahm Ulrich während dieser Zeit immer noch Privatstunden bei Franziska Sontag. Ihr Vertrag garantierte ihr eine feste Anstellung an diesem Theater für den Rest ihres Lebens und 1884 wurde sie zur Hofschauspielerin ernannt.
Unterbrochen wurde ihre Zeit in Dresden nur durch einige Gastspielreisen nach München, zu denen Ulrich durch den Intendanten Karl von Perfall eingeladen worden war. Neben ihren öffentlichen Auftritten am Nationaltheater München absolvierte sie mehrere Privatvorstellungen für den bayerischen König Ludwig II. 1884 gab sie ein längeres Gastspiel am Berliner Hoftheater, zu dem sich Theodor Fontane begeistert äußerte:
Seit ich von der Ristori die „Königin Elisabeth“ und von Rossi „Ludwig XI.“ sah, habe ich auf dem Gebiete der Tragödie und des historischen Schauspiels auf unserer Bühne nichts gesehen, was an die „Pompadour“ des Fräulein Pauline Ulrich heranreichte!

Hier hatten wir das alle kleinsten Details beachtende Hineinleben in einen Charakter – hier war alles durchdacht und berechnet und doch wiederum natürlich geworden unter dem Vollmaß der ihr eigenen Kunst; in jedem Augenblicke Kontrolle und Zügelführung und doch auch wieder jede Freiheit die das Resultat der Sicherheit ist. Der Genuß, einem solchen Spiel zu folgen, ist außerordentlich groß.
Im Alter von 81 Jahren starb die Hofschauspielerin Pauline Ulrich am 25. Mai 1916 in Dresden. Ihr Grab befindet sich auf dem Alten Annenfriedhof in der Dresdner Südvorstadt.

## Ehrungen
- Ehrenmitglied der Meininger (am dortigen Hoftheater war sie ebenfalls öfters zu sehen)
- 1909 Titel eines Professors
- die Ulrichstraße in Dresden-Oberloschwitz wurde nach ihr benannt

## Rollen (Auswahl)
- Gretchen – Faust. Eine Tragödie (Johann Wolfgang von Goethe)
- Adelheid – Götz von Berlichingen (Goethe)
- Jeanne d’Arc – Die Jungfrau von Orléans (Friedrich Schiller)
- Donna Diana – Donna Diana (Emil Nikolaus von Reznicek)
- Christine – Königin von 16 Jahren (Jean-François Bayard)
- Betty – Weiberfeind (Carlo Goldoni)
- Emilia – Emilia Galotti (Gotthold Ephraim Lessing)
- Judith – Judith (Friedrich Hebbel)
- Sappho – Sappho (Franz Grillparzer)
- Beatrice – Viel Lärm um nichts (William Shakespeare)
- Herzogin – Die Welt, in der man sich langweilt (Édouard Pailleron)
- Elektra – Elektra (Sophokles)
- Medea – Medea (Euripides)
- Thusnelda – Der Fechter von Ravenna (Friedrich Halm)